# Воскресенське (Кугарчинський район)
Воскресе́нське (рос. Воскресенское, башк. Воскресенск) — присілок у складі Кугарчинського району Башкортостану, Росія. Адміністративний центр Заріченської сільської ради.
Населення — 629 осіб (2010; 651 в 2002).
Національний склад:
- росіяни — 82%